# 丘阿丘阿尼山
17°57′8″S 68°56′22″W / 17.95222°S 68.93944°W
丘阿丘阿尼山（Chuwa Chuwani），是玻利維亞的山峰，位於該國西部拉巴斯省，東北面是阿納利亞赫西火山，西南面是哈查昆圖里里山，屬於安第斯山脈的一部分，海拔高度4,918米。